# Eelco van Haersma
Eelco van Haersma (Leeuwarden, 21 oktober 1667 - Augustinusga, 1 februari 1712) was een Nederlands bestuurder.

## Biografie
Van Haersma was een zoon van Arent van Haersma (1645-1709), grietman van Smallingerland, en Aurelia van Glinstra (1645-1707). Hij werd in 1684 ingeschreven als student aan de universiteit van Franeker. Vervolgens werd hij in 1688 benoemd tot grietman van Achtkarspelen. In dit ambt volgde hij Isaäc de Schepper op die getrouwd was met de tante van Eelco. Andere ambten die hij bekleedde waren: gecommitteerde van Provinciale Rekenkamer van Friesland, lid van Gedeputeerde Staten van Friesland en gecommitteerde van de Admiraliteit op de Maze en van de Admiraliteit van Friesland.
Van Haersma bewoonde de Haersmastate te Buitenpost. Deze state werd gesticht door de familie Van Boelens welke tussen 1618 en 1673 het grietmanschap van Achtkarspelen in handen had. Deze state zou in 1911 op afbraak worden verkocht.

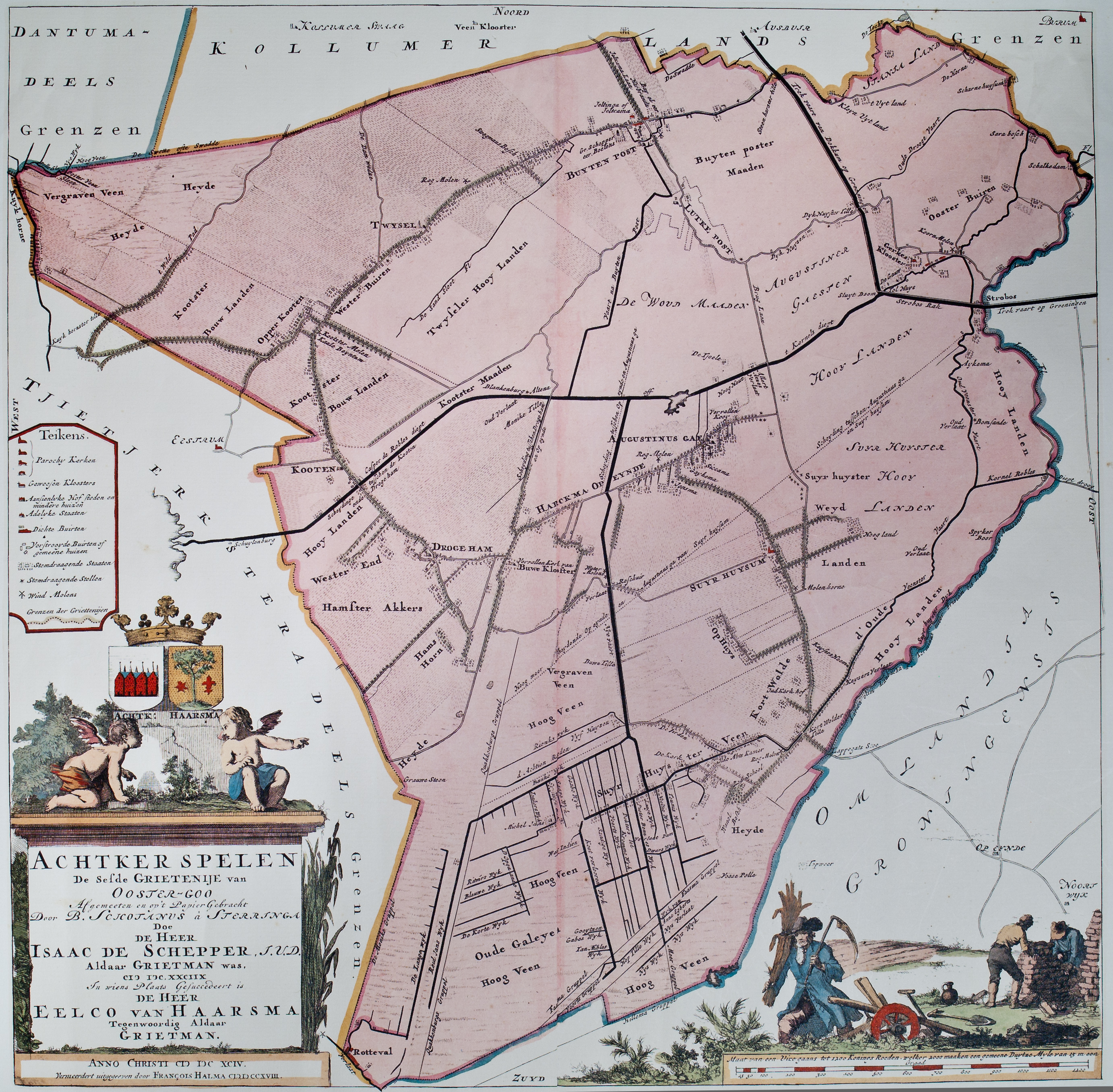
Kaart van de grietenij Achtkarspelen uit 1718 met rechtsonder in de cartouche het wapen van Van Haersma en "De Heer Eelco van Haarsma" vermeld als grietman.

## Huwelijk en kinderen
Van Haersma trouwde in 1694 te Oudega met Romelia van Scheltinga (1668-1702), dochter van Livius van Scheltinga, grietman van Achtkarspelen, en Wisck van Kinnema. Met haar kreeg hij twee kinderen:
- Arent van Haersma (1695-1740), trouwde met Anna Catharina Doys, dochter van Johan Lodewijk Doys, gecommitteerde van de Raad van State en Maria Boelens. Arent volgde zijn vader op als grietman van Achtkarspelen.
- Livius Valerius van Haersma (1696-1716), cornet bij het Lijfregiment Friesland.

Na het overlijden van Romelia hertrouwde Eelco in 1704 te Stiens met Maria van Bosman (1687-1763), dochter van Cornelis van Bosman, secretaris van Oostdongeradeel, en Aurelia van Wyckel. Met haar kreeg hij vijf kinderen:
- Cornelis van Haersma (1703-1705), jong overleden.
- Aulus van Haersma (1708-1763), trouwde met Eritia van Wyckel, dochter van Johannes Saeckma van Wyckel en Anna Maria van Sminia. Aulus was grietman van Achtkarspelen na zijn halfbroer Arent.
- Hans Hendrik van Haersma (1709-1737), trouwde met Isabelle Boreel, dochter van Jacob Boreel en Libra Crob.[5] Hans Hendrik was rentmeester-generaal der Domeinen van Friesland.
- Aurelia van Haersma (1711-1712), jong overleden.
- Eelco van Haersma (1712-1786), trouwde met Cornelia Aurelia van Haersma, dochter van Hector Livius van Haersma en Aurelia van Glinstra.

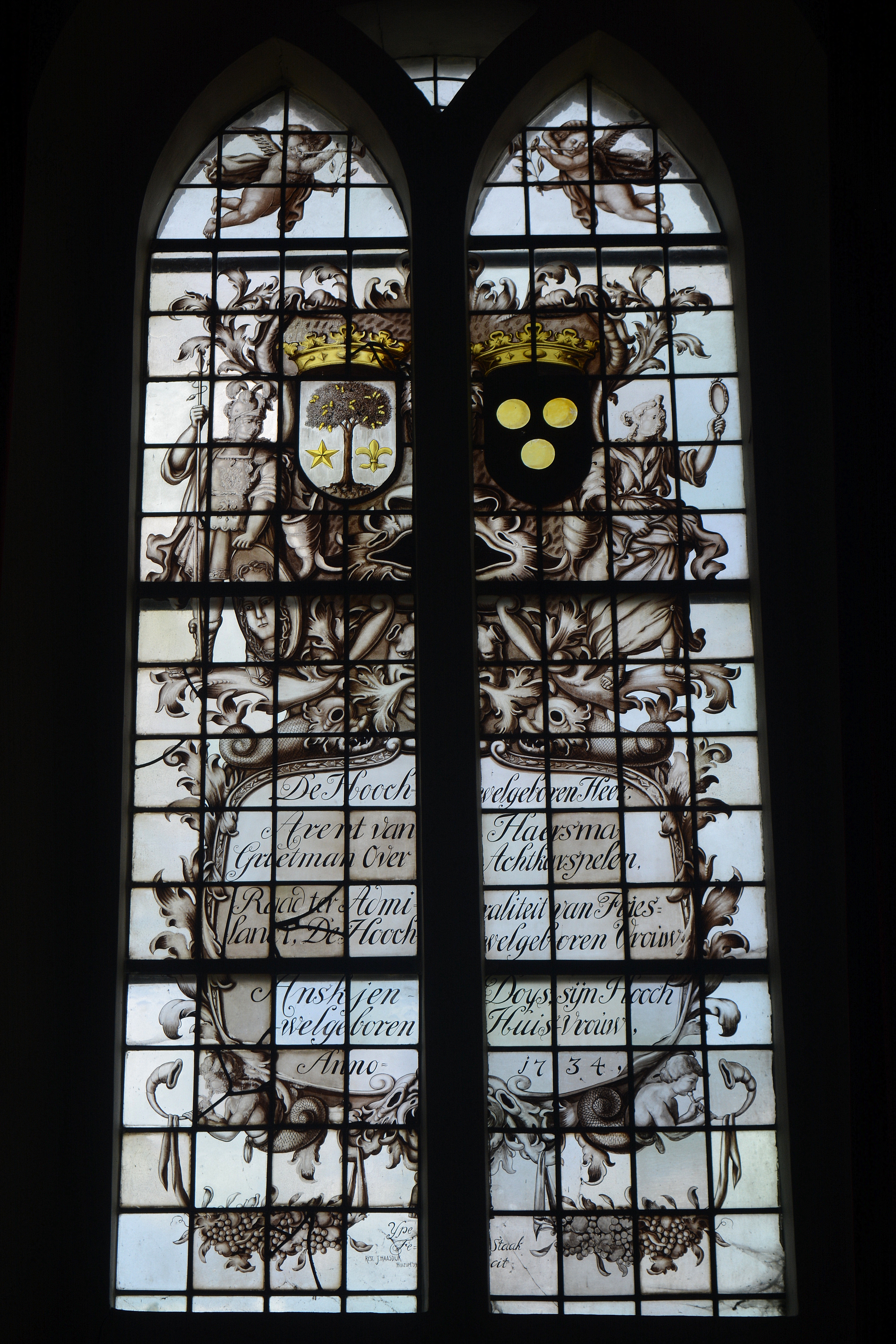
Gebrandschilderd venster van Ype Staak in de Antoniuskerk te Surhuizum met daarop de wapens van Arent van Haersma (1695-1740) en Anna Catharina Doys.